# Tettigoniinae
Tettigoniinae es una subfamilia de insectos ortópteros de la familia Tettigoniidae, con distribución casi mundial.
Miden de 18-50 mm (hasta 85 mm). Suelen tener alas cortas. Son marrones o negros. Parecen grillos robustos. Algunos son plagas de los cultivos. Unos pocos se alimentan de otros insectos.

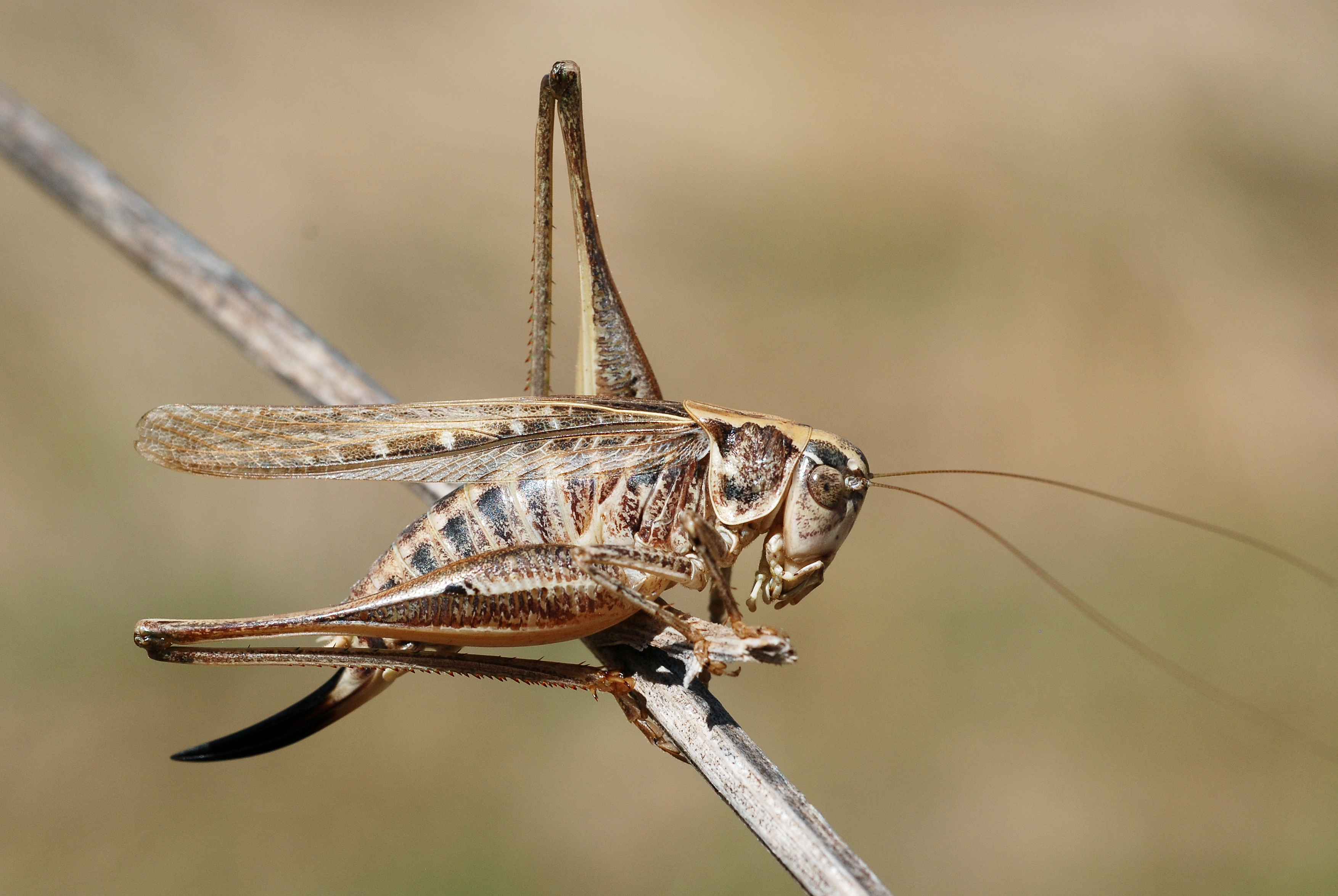
Platycleis affinis, hembra

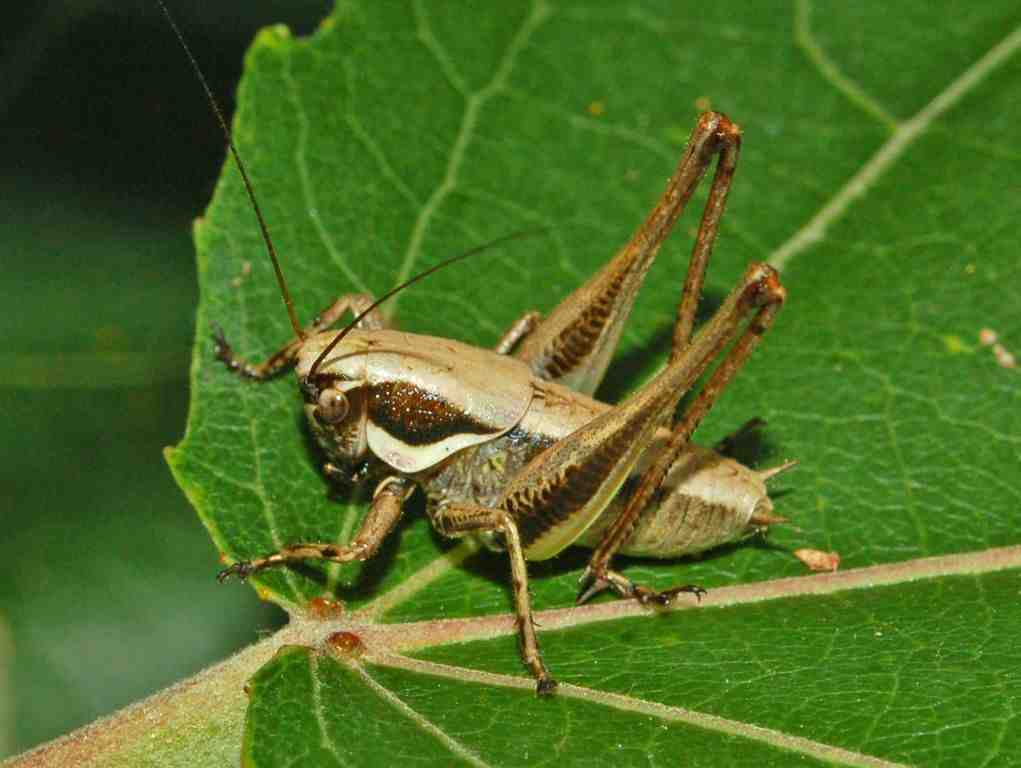
Pholidoptera fallax

## Géneros
Según Orthoptera Species File (28 mars 2010):
- Arytropteridini Caudell 1908
  - Alfredectes Rentz, 1988
  - Anarytropteris Uvarov, 1924
  - Arytropteris Herman, 1874
  - Ceresia Uvarov, 1928
  - Namaquadectes Rentz, 1988
  - Thoracistus Pictet, 1888
  - Transkeidectes Naskrecki, 1992
  - Zuludectes Rentz, 1988
- Ctenodecticini Uvarov 1939
  - Ctenodecticus Bolívar, 1877
  - Miramiola Uvarov, 1939
- Decticini Brunner von Wattenwyl 1893
  - Bicolorana Zeuner, 1941
  - Chizuella Furukawa, 1950
  - Decticus Serville, 1831
  - Eobiana Bei-Bienko, 1949
  - Hypsopedes Bei-Bienko, 1951
  - Metrioptera Wesmaël, 1838
  - Montana Zeuner, 1941
  - Sphagniana Zeuner, 1941
  - Tessellana Zeuner, 1941
- Drymadusini Uvarov 1924
  - Afrodrymadusa Ramme, 1939
  - Ammoxenulus Bei-Bienko, 1951
  - Anadolua Ramme, 1939
  - Anadrymadusa Karabag, 1961
  - Anatlanticus Bei-Bienko, 1951
  - Atlanticus Scudder, 1894
  - Bergiola Stshelkanovtzev, 1910
  - Bienkoxenus Cejchan, 1968
  - Calopterusa Uvarov, 1942
  - Ceraeocercus Uvarov, 1910
  - Delodusa Stolyarov, 1994
  - Drymadusa Stein, 1860
  - Drymadusella Ramme, 1939
  - Drymapedes Bei-Bienko, 1967
  - Eulithoxenus Bei-Bienko, 1951
  - Exodrymadusa Karabag, 1961
  - Farsodecticus Mirzayans, 1991
  - Ferganusa Uvarov, 1926
  - Iranusa Uvarov, 1942
  - Leptodusa Stolyarov, 1994
  - Lithodusa Bei-Bienko, 1951
  - Lithoxenus Bei-Bienko, 1951
  - Microdrymadusa Bei-Bienko, 1967
  - Mixodusa Stolyarov, 1994
  - Mongolodectes Bei-Bienko, 1951
  - Novadrymadusa Demirsoy, Salman & Sevgili, 2002
  - Paradrymadusa Herman, 1874
  - Paratlanticus Ramme, 1939
  - Pezodrymadusa Karabag, 1961
  - Phytodrymadusa Ramme, 1939
  - Scotodrymadusa Ramme, 1939
  - Tadzhikia Mishchenko, 1954
  - Uvarovina Ramme, 1939
  - Zagrosiella Mirzayans, 1991
- Gampsocleidini Brunner von Wattenwyl 1878
  - Gampsocleis Fieber, 1852
  - Uvarovites Tarbinsky, 1932
- Glyphonotini Unknown
  - Apote Scudder, 1897
  - Calliphona Krauss, 1892
  - Chlorodectes Rentz, 1985
  - Cyrtophyllicus Hebard, 1908
  - Ectopistidectes Rentz, 1985
  - Evergoderes Bolívar, 1936
  - Glyphonotus Redtenbacher, 1889
  - Hyphinomos Uvarov, 1921
  - Metaballus Herman, 1874
  - Psalmatophanes Chopard, 1938
- Nedubini Gorochov 1988
  - Aglaothorax Caudell, 1907
  - Antipodectes Rentz, 1985
  - Apteropedetes Rentz, 1979
  - Barraza Koçak & Kemal, 2008
  - Chinnandectes Rentz, 1985
  - Dexerra Walker, 1869
  - Falcidectes Rentz & Gurney, 1985
  - Glenbalodectes Rentz, 1985
  - Idionotus Scudder, 1894
  - Ixalodectes Rentz, 1985
  - Lanciana Walker, 1869
  - Neduba Walker, 1869
  - Oligodectes Rentz, 1985
  - Oligodectoides Rentz, 1985
  - Platydecticus Chopard, 1951
  - Platyproctidectes Rentz, 1985
  - Rhachidorus Herman, 1874
  - Throscodectes Rentz, 1985
  - Xederra Ander, 1938
  - Xyrdectes Rentz & Gurney, 1985
- Onconotini Tarbinsky 1932
  - Onconotus Fischer von Waldheim, 1839
- Pholidopterini Beier 1954
  - Apholidoptera Maran, 1953
  - Eupholidoptera Maran, 1953
  - Exopholidoptera Ünal, 1998
  - Parapholidoptera Maran, 1953
  - Pholidoptera Wesmaël, 1838
  - Uvarovistia Maran, 1953
- Plagiostirini Storozhenko 1994
  - Plagiostira Scudder, 1876
- Platycleidini Brunner von Wattenwyl 1893
  - Afghanoptera Ramme, 1952
  - Anabrus Haldeman, 1852
  - Anonconotus Camerano, 1878
  - Antaxius Brunner von Wattenwyl, 1882
  - Anterastes Brunner von Wattenwyl, 1882
  - Ariagona Krauss, 1892
  - Austrodectes Rentz, 1985
  - Bucephaloptera Ebner, 1923
  - Clinopleura Scudder, 1894
  - Decticita Hebard, 1939
  - Decticoides Ragge, 1977
  - Eremopedes Scudder, 1897
  - Festella Giglio-Tos, 1894
  - Hermoniana Broza, Ayal & Pener, 2004
  - Idiostatus Pictet, 1888
  - Inyodectes Rentz & Birchim, 1968
  - Pachytrachis Uvarov, 1940
  - Pediodectes Rehn & Hebard, 1916
  - Peranabrus Scudder, 1894
  - Petropedes Tinkham, 1972
  - Platycleis Fieber, 1853
  - Plicigastra Uvarov, 1940
  - Pravdiniana Sergeev & Pokivajlov, 1992
  - Psorodonotus Brunner von Wattenwyl, 1861
  - Pterolepis Rambur, 1838
  - Raggeana Pener, Broza & Ayal, 1971
  - Rammeola Uvarov, 1934
  - Rhacocleis Fieber, 1853
  - Schizonotinus Ramme, 1948
  - Steiroxys Herman, 1874
  - Uludaghia Ramme, 1951
  - Yersinella Ramme, 1933
  - Zeuneriana Karsch, 1889
- Tettigoniini Krauss 1902
  - Acrodectes Rehn & Hebard, 1920
  - Amphiestris Fieber, 1853
  - Ateloplus Scudder, 1894
  - Capnobotes Scudder, 1897
  - Elasmocercus Chopard, 1943
  - Hubbellia Hebard, 1927
  - Medecticus Uvarov, 1912
  - Nanodectes Rentz, 1985
  - Platyoplus Tinkham, 1973
  - Sureyaella Uvarov, 1934
  - Tettigonia Linnaeus, 1758
  - Thyreonotus Serville, 1838
  - Zacycloptera Caudell, 1907
- tribu indéterminée
  - Bolua Ünal, 1999
  - Dreuxia Chopard & Dreux, 1966
  - Kansua Uvarov, 1933
  - Koroglus Ünal, 2002
  - Neogampsocleis Caudell, 1935